# Магніторезистор
Магніторези́стор (англ. magnetoresistor) — резистор, основна властивість якого полягає в здатності змінювати свій електричний опір під дією магнітного поля.

## Принцип роботи
Принцип роботи такого резистора ґрунтується на властивості матеріалу змінювати свій електричний опір у магнітному полі, що носить назву магнетоопір, явище, відкрите Вільямом Томсоном у 1856 році. Магнетоопір характеризують величиною
{\displaystyle \delta _{H}={\frac {R(0)-R(H)}{R(H)}},}
де {\displaystyle R(0)} — опір зразка за відсутності магнітного поля, а {\displaystyle R(H)} — його опір в магнітному полі з напруженістю {\displaystyle H}.
Механізм зміни опору досить складний, тому що є результатом одночасного впливу великої кількості різноманітних факторів. До того ж він неоднаковий для різних типів приладів, технологій і матеріалів.
Магніторезистори характеризуються такими параметрами, як магнітна чутливість, номінальний опір, робочий струм, термостабільність і швидкодія, діапазон робочих температур.

## Класифікація
Виділяються дві великі групи магніторезисторів: монолітні (кристалічні), плівкові (анізотропні) та резистори на основі гігантського магнетоопору.

### Монолітні (кристалічні) магніторезистори
Принцип дії монолітних (кристалічних) магніторезисторів ґрунтується на ефекті Гауса, який характеризується зростанням опору провідника (або напівпровідника) при поміщенні його в магнітне поле.
Магніторезистори містять підкладку з розміщеним на ній магніточутливим елементом (МЧЕ). Підкладка забезпечує механічну міцність приладу. Елемент приклеєний до підкладки і захищений зовні шаром лаку. МЧЕ може розміщуватися в оригінальному або стандартному корпусі і забезпечуватися феритовим концентратором магнітного поля або зміщувальним постійним мікромагнітом.
Монолітні магніточутливі елементи виготовляються з напівпровідникових матеріалів, що мають високу рухливість носіїв заряду. До таких матеріалів належать антимонід індію (InSb) і його сполуки, арсенід індію (InAs) та ін. Найбільшого поширення для виготовлення МЧЕ отримав евтектичний сплав InSb-NiSb, легований телуром.
Залежно від призначення приладу МЧЕ можуть мати різну форму. Найвідоміші МЧЕ прямокутної форми і мають вигляд меандру.

### Тонкоплівкові (анізотропні) магніторезистори
Магніточутливий елемент тонкоплівкового магніторезистора виготовлений з феромагнітних плівок, що використовують анізотропний магніторезистивний ефект. Максимальне значення магнітоопору тонкоплівкових магніторезісторів відповідає нульовому зовнішньому магнітному полю, тобто при впливі магнітного поля опір такого елемента зменшується.
Конструкція тонкоплівкових магніторезісторів з феромагнітними плівками не відрізняється від конструкцій інших різновидів магніторезісторів, за винятком того, що МЧЕ виготовлений за спеціальною тонкоплівковою технологією.
Нанесення напиленням магніточутливого шару, зазвичай, відбувається під впливом магнітного поля. Для створення МЧЕ використовують тонкі одно- і багатошарові плівки нікель-кобальтових (Ni-Co), нікель-залізних (Ni-Fe) та інших сплавів. Як підкладки використовують скло, ситал або кремній, що мають добру теплопровідність і температурний коефіцієнт розширення (ТКР) яких є за величиною близьким до ТКР плівок, що застосовуються.
Тонкоплівкові магніторезистори більше підходять для реєстрації слабких магнітних полів (до 10…30 мТл), іноді близьких до граничних значень. Поріг чутливості обумовлюється багатьма параметрами МЧЕ: величиною залишкової напруги, рівнем власних шумів, величиною струму керування тощо. Значення залишкової напруги залежить від напрямку і значення струму керування, від температури елемента.
Температурна зміна чутливості магніторезисторів на основі феромагнітних плівок (використовується пермалой) при живленні від джерела постійного струму становить близько — 0,04 % на градус Цельсія, що у 5…10 разів менше, ніж у монолітних магніторезисторів.
Крім того, при використанні в обмеженому динамічному діапазоні (до 10 мТл) тонкоплівкові магніторезистори вигідно відрізняються від інших перетворювачів магнітного поля.

### Гігантські магніторезистори
Подальші дослідження у галузі тонкоплівкових магніторезисторів привело до відкриття такого ефекту, як  гігантський магнетоопір (ГМО) (англ. giant magnetoresistance, GMR) — квантово-механічного ефекту, що спостерігається у металевих плівках, які складаються з феромагнітних і провідних немагнітних шарів. Ефект полягає у значній зміні електричного опору таких структур при зміні взаємного напрямку намагніченості сусідніх магнітних шарів. Напрямком намагніченості можна керувати, наприклад, шляхом застосування зовнішнього магнітного поля. В основі ефекту лежить розсіяння електронів, що залежить від напрямку спіну. За відкриття гігантського магнетоопору в 1988 році фізики Альбер Ферт (Університет Париж-Південь XI) і Петер Грюнберг (Юліхський дослідницький центр) були нагороджені Нобелівською премією з фізики у 2007 році.
Термін «гігантський магнетоопір» вказує на те, що величина {\displaystyle \delta _{H}} для багатошарових структур значно перевищує анізотропний магнетоопір, який, як правило, не перевищує кількох відсотків.

## Використання
Однією з основних сфер застосування ГМО є вимірювальна техніка.
Магніторезистивні датчики відрізняються високою чутливістю і дозволяють вимірювати найменші зміни магнітного поля. Вони застосовуються в магнітометрах для вирішення різних завдань: визначення кута повороту, положення об'єкта відносно магнітного поля Землі, вимірювання частоти обертання зубчастих коліс тощо.
Основними сферами застосування ефекту гігантського магнетоопору є давачі магнітного поля, що використовуються в твердих дисках комп'ютерів, біосенсорах, приладах мікроелектромеханічних систем та інших. Структури з гігантським магнетоопором застосовувались у магніторезистивній оперативній пам'яті як логічні комірки для зберігання одного біту інформації.